# سیارک ۲۰۱۰۷
سیارک ۲۰۱۰۷ (به انگلیسی: 20107 Nanyotenmondai، نامگذاری:1995QY3) بیست هزار و صد و هفتمین سیارک کشف شده‌است که در ۲۸ اوت ۱۹۹۵ کشف شد.
قدر مطلق سیارک برابر ۱۴٫۸ است.